# Prima Lega (calcio)
La Prima Lega è l'organizzazione di vertice del calcio di base in Svizzera. Creata nell'ambiato dell'ASF, la lega gestisce i campionati di Promotion League e Prima Lega, mentre prima delle riforme del 2012 ad essa corrispondeva un unico omonimo torneo nato nel 1930.

## La lega

### Storia

Vecchio logo della lega

La Prima Lega nacque nel 1930 nell'ambito della ristrutturazione dell'allora Svizzera dal quale mutuò la struttura interregionale a tre gironi, ma col tempo venne progressivamente degradata gemmando, in due successive tornate, i predecessori degli odierni tornei di Super League e Challenge League.
L'odierno assetto della lega fu il risultato di un processo di riforma realizzatosi nel 2012, e motivato dalla necessità di ridurre il settore professionistico dell'ASF, ritenuto troppo ampio per un paese di soli sei milioni di abitanti. Alla scrematura della sovrastante Challenge League corrispose quindi la scissione della Prima Lega in due distinte categorie, sulla falsariga di quanto avvenuto in Italia al campionato di Serie C nel 1978. La divisione di Promotion assunse un'inedita struttura nazionale, mentre la Classic mantenne la formula tradizionale celata nel suo nome.

### Natura
I campionati di Prima Lega sono definiti dall'ASF stessa come il vertice del calcio di base elvetico. La loro natura dilettantistica è tuttavia, come accade in molti omologhi casi europei, spura, lasciando la vera amatorialità alla sottiostante Lega Amatori, e configurando la Prima Lega più che altro come un'organizzazione non-professionistica. Per tale motivo, le squadre fallite della Swiss Football League non ripartono all'interno della Prima Lega, ma solo nella Lega Amatori. Bisogna inoltre ricordare come alla Prima Lega afferiscano anche le formazioni riserva delle società della SFL.